# Kyrillos Kamal William Samaan
Kyrillos Kamal William Samaan OFM (ur. 1 października 1946 w Asz-Szanajina w Asjucie, zm. 11 maja 2023 w Kairze) – egipski duchowny katolicki Kościoła katolickiego obrządku koptyjskiego. Biskup Asjutu od 1990 do 2021.

## Życiorys
10 czerwca 1974 otrzymał święcenia kapłańskie.

## Episkopat
16 maja 1990 został mianowany przez Jana Pawła II biskupem Asjutu. Sakry biskupiej udzielił mu 3 czerwca 1990 ówczesny patriarcha aleksandryjski Kościoła koptyjskiego – Stefan II Gattas. 3 listopada 2021 przeszedł na emeryturę.